# تي إل سي (2011)
تي إل سي 2011 (بالإنجليزية: TLC: Tables, Ladders & Chairs (2011))‏ هو عرض مصارعة محترفة من فئة الدفع مقابل المشاهدة وهو العرض الثالث من سلسلة عروض تي إل سي. تم عرضه يوم 18 ديسمبر 2011 في مدينة بالتيمور بولاية ماريلند الأمريكية.

## وصلات خارجية
- Official TLC: Tables, Ladders and Chairs website